# Gerolamo De Franchi Toso (1522-1586)
Gerolamo De Franchi Toso (Genova, 1522 – Genova, 1586) fu il 73º doge della Repubblica di Genova.

## Biografia

Stemma nobiliare dei Toso

Scarne le notizie biografiche sulla figura di Gerolamo De Franchi Toso. Nativo di Genova intorno al 1522 ed esponente della nobile famiglia genovese dei Toso, iscritta dal 1528 nell'albergo dei De Franchi, ricoprì prima della carica dogale diversi incarichi pubblici. Tra questi la presidenza dell'Officio delle Sanità durante la pestilenza che colpì la capitale e la regione ligure nel dogato di Nicolò Doria (1579-1581) o, ancora, nel ruolo di ambasciatore della Repubblica alla corte di Filippo II di Spagna.
Facente parte di quella nobiltà considerata "nuova", fu eletto al titolo dogale il 21 ottobre 1581: la ventottesima in successione biennale e il settantatreesimo nella storia repubblicana. Il suo mandato fu contraddistinto dalla lotta al banditismo e, in politica estera, alle prime controversie con il confinante Ducato di Savoia che, nel tempo, sfoceranno in una guerra tra le due potenze dell'Italia nordoccidentale.
Si adoperò anche nel campo religioso locale con il suo assenso per la costruzione di una nuova chiesa nel centro storico genovese, intitolata all'Immacolata e visitata in seguito dal visitatore apostolico monsignor Francesco Bossio, sulle fondamenta della diroccata chiesa di San Paolo alla Porta, conosciuta localmente come chiesa di San Pietro in Banchi.
Cessò la carica il 21 ottobre del 1583. Probabilmente nominato procuratore perpetuo dopo il voto favorevole dei sindacatori supremi, Gerolamo De Franchi Toso morì a Genova nel corso del 1586. Il corpo venne tumulato all'interno della chiesa di San Francesco di Castelletto.
Tra i figli, Federico fu doge nel periodo 1623-1625.